# Canutillo (Teksas)
Canutillo je naseljeno mjesto za statističke potrebe u američkoj saveznoj državi Teksas. Prema popisu stanovništva iz 2010. u njemu je živjelo 6.321 stanovnika.